# Ectropoceros trierodes
Ectropoceros trierodes är en fjärilsart som beskrevs av Edward Meyrick 1911. Ectropoceros trierodes ingår i släktet Ectropoceros och familjen äkta malar. Inga underarter finns listade i Catalogue of Life.